# ISO 3166-2:CG
ISO 3166-2:CG est l'entrée pour la République du Congo dans l'ISO 3166-2, qui fait partie du standard ISO 3166, publié par l'Organisation internationale de normalisation (ISO), et qui définit des codes pour les noms des principales administration territoriales (e.g. provinces ou États fédérés) pour tous les pays ayant un code ISO 3166-1.

## Départements (12)
Les noms des subdivisions sont listés selon l'usage de la norme ISO 3166-2, publiée par l'agence de maintenance de l'ISO 3166.
```
CG-11
 
Bouenza

CG-BZV
 
Brazzaville

CG-8
 
Cuvette

CG-15
 
Cuvette-Ouest

CG-5
 
Kouilou

CG-7
 
Lékoumou

CG-2
 
Likouala

CG-9
 
Niari

CG-14
 
Plateaux

CG-16
 
Pointe-Noire

CG-12
 
Pool

CG-13
 
Sangha
```

Historique des changements
- 29 octobre 2014 : Changement de la catégorie de subdivision "région" par "département et "capitale" par "département"; mise à jour de la Liste Source
- 18 décembre 2014 : Alignement de la forme courte anglaise en majuscules et minuscules avec UNTERM
- 12 février 2015 : Ajout d’un département CG-16
- 26 février 2015 : Correction de l’erreur de saisie dans l’OBP comme suit : changement du caractère de police du tiret de Pointe-Noire par un trait d’union